# 勒富瑟雷
勒富瑟雷（法語：Le Fousseret，法語發音：[lə fusʁɛ]）是法国上加龙省的一个市镇，属于米雷区。

## 地理
勒富瑟雷（43°16'54"N, 1°3'56"E）面积38.31 平方千米，位于法国奧克西塔尼大區上加龙省，该省份为法国西南部内陆省份，西南端与西班牙接壤，自此顺时针与上比利牛斯省、热尔省、塔恩-加龙省、塔恩省、奥德省和阿列日省接壤。
与勒富瑟雷接壤的市镇（或旧市镇、城区）包括：普伊德图日、卡斯泰尔诺皮康波、卡泽尔、格拉唐斯、科曼日地区拉沃拉内、马里尼亚克-拉斯克拉尔、蒙达沃藏、蒙图桑、圣埃利克斯堡。
勒富瑟雷的时区为UTC+01:00、UTC+02:00（夏令时）。

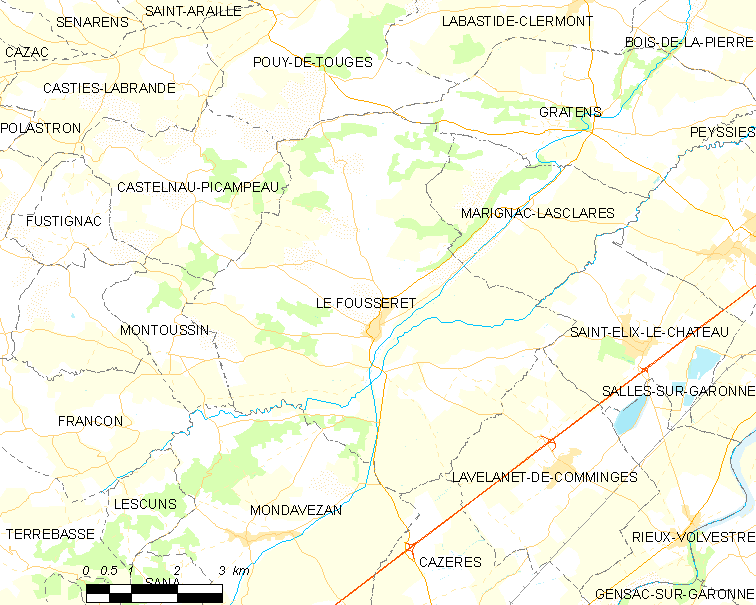
勒富瑟雷的OSM定位图

## 行政
勒富瑟雷的邮政编码为31430，INSEE市镇编码为31193。

## 政治
勒富瑟雷所属的省级选区为卡泽尔县。

## 人口

1962-2008年间勒富瑟雷人口变化图示

勒富瑟雷于2022年1月1日时的人口数量为1875人。